# Jari-Matti Latvala
Jari-Matti Latvala, född 3 april 1985 i Töysä, är en finländsk rallyförare som kör utvalda tävlingar som privatförare för Toyota Gazoo Racing i WRC.

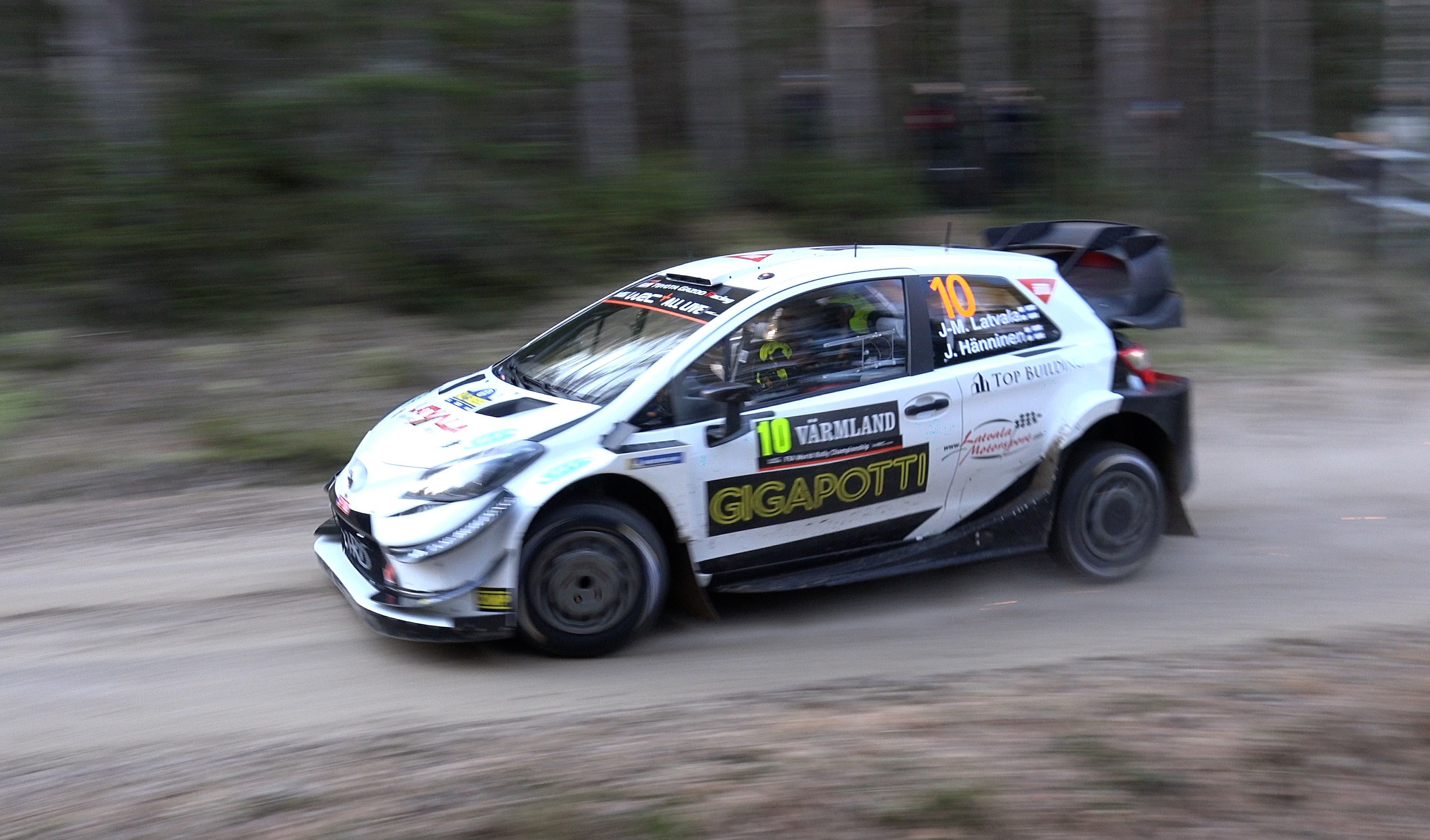
Latvala som privatförare i en Toyota Yaris WRC under Rally Sweden 2020.

## Karriär
Latvala VM-debuterade i Wales Rally GB 2002.

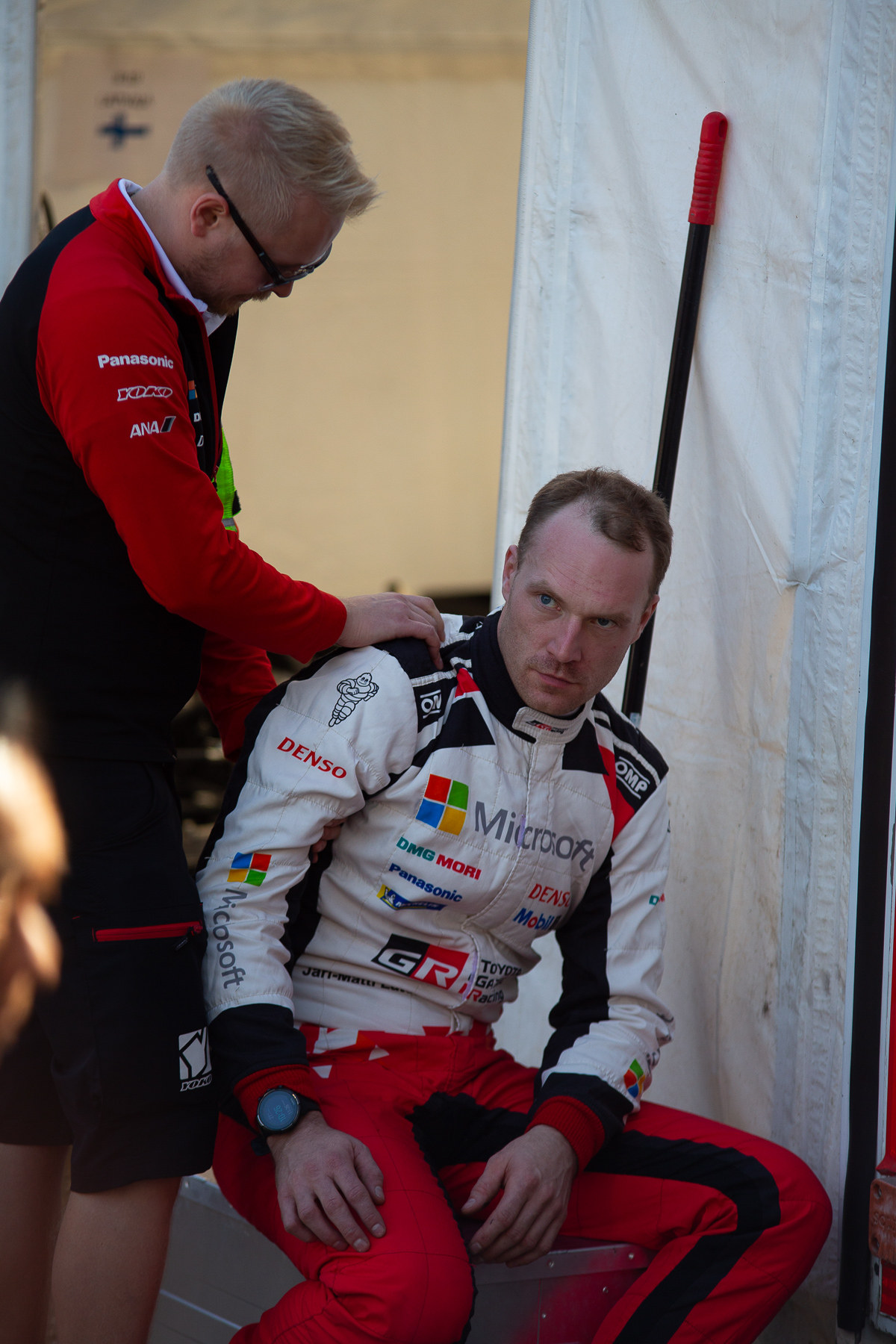
Latvala får massage under sitt sista rally som fabriksförare, Rally Catalunya 2019.

### Ford
Mellan 2008 och 2012 körde han för fabriksstallet BP-Ford där han tog sju segrar. När han vann sin första deltävling i Svenska rallyt 2008 blev han den dittills yngste föraren att någonsin vinna en WRC-tävling.

### Volkswagen

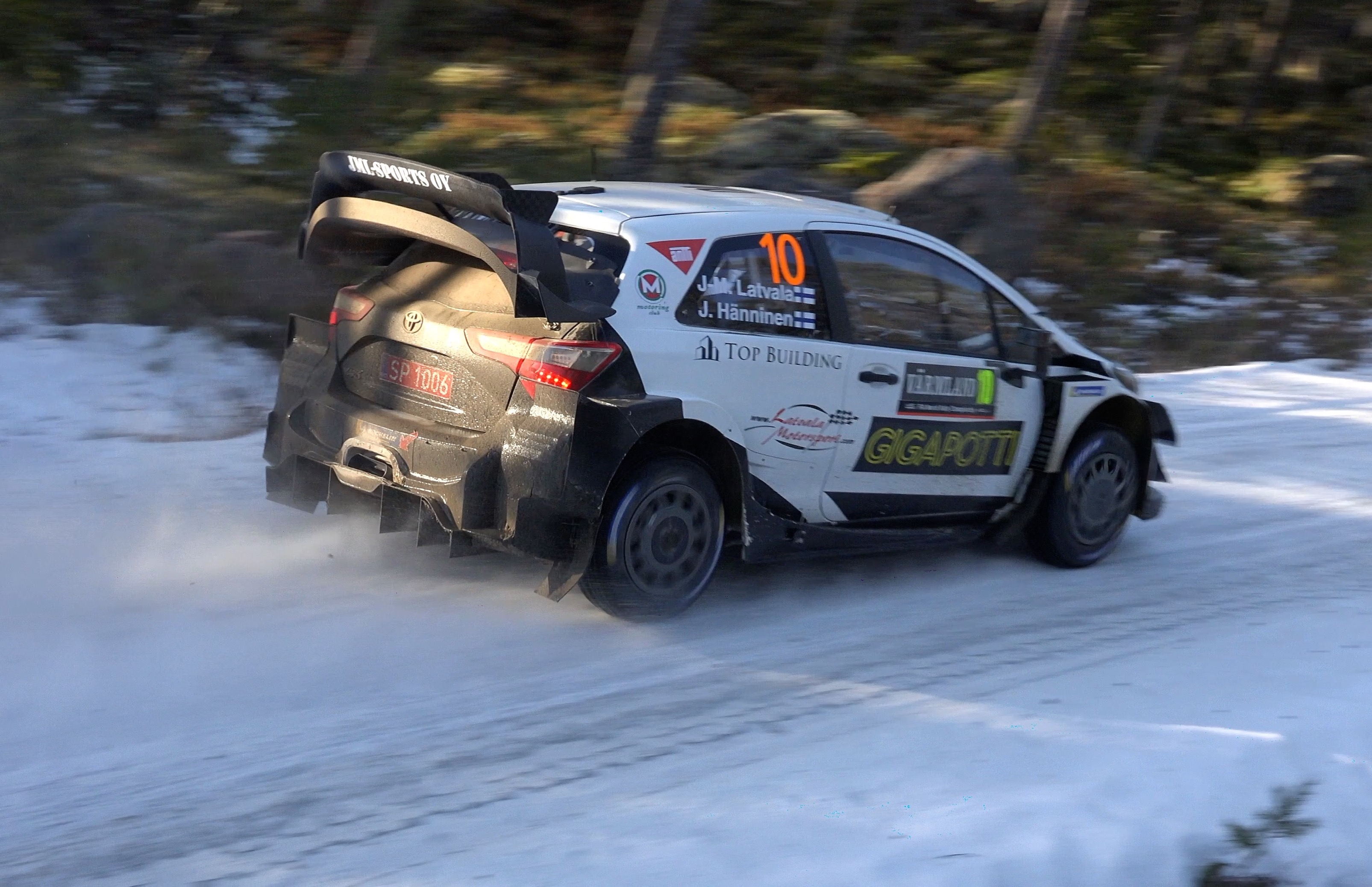
Latvala som privatförare i en Toyota Yaris WRC under Rally Sweden 2020.

2013 började han köra för Volkswagen Motorsport i en VW Polo R WRC. Han tog nio segrar under sina fyra säsonger med Volkswagen.
I juli 2010 vann han för första gången Finlands VM-rally, då han slog fransmannen Sébastien Ogier med 10,1 sekunder.

### Toyota
När Volkswagen drog sig ur WRC efter säsongen 2016, skrev Latvala på för Toyota.

Inför säsongen 2020 fick han inte längre en ordinarie plats hos Toyota, men körde under 2020 utvalda tävlingar i privat regi hos Toyota.

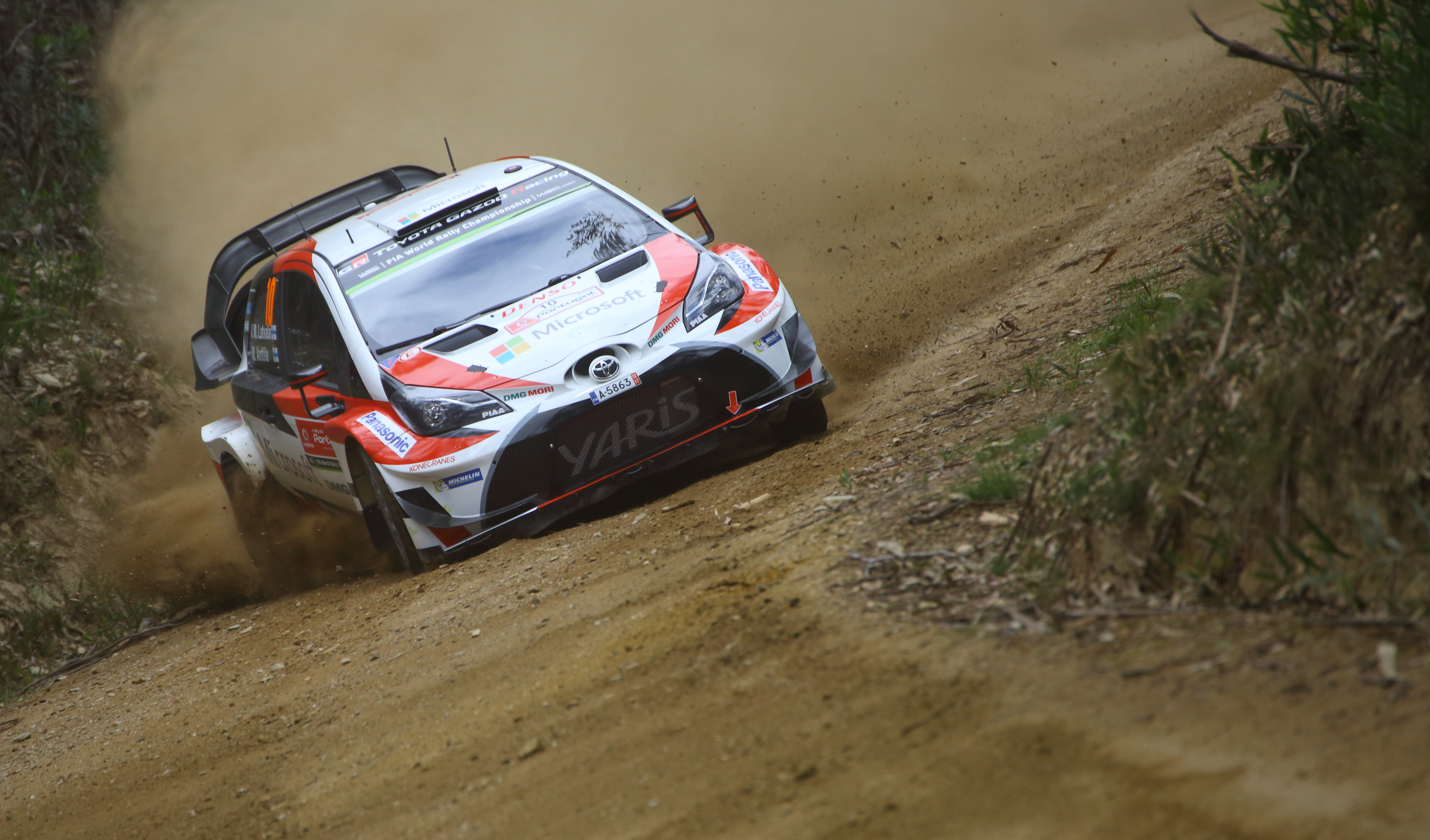
Latvala i Toyota Yaris WRC under Rally Portugal 2017.

## Co-driver
Mellan 2003 och 2019 var Miikka Anttila Latvalas kartläsare. Inför 2020 tog den tidigare WRC-föraren Juho Hänninen över som kartläsare för Latvala.

## Vinster iWRC[7]
| Säsong | Rally                                                                               | Kartläsare     | Bil                   |
| ------ | ----------------------------------------------------------------------------------- | -------------- | --------------------- |
| 2008   | Rally Sweden                                                                        | Miikka Anttila | Ford Focus RS WRC     |
| 2009   | Rally d'Italia Sardegna                                                             | Miikka Anttila | Ford Focus RS WRC     |
| 2010   | Rally New Zealand Neste Oil Rally Finland                                           | Miikka Anttila | Ford Focus RS WRC     |
| 2011   | Wales Rally GB                                                                      | Miikka Anttila | Ford Fiesta RS WRC    |
| 2012   | Rally Sweden Wales Rally GB                                                         | Miikka Anttila | Ford Fiesta RS WRC    |
| 2013   | Acropolis Rally                                                                     | Miikka Anttila | Volkswagen Polo R WRC |
| 2014   | Rally Sweden Rally Argentina Neste Oil Rally Finland Rallye de France-Alsace        | Miikka Anttila | Volkswagen Polo R WRC |
| 2015   | Vodafone Rally de Portugal Neste Oil Rally Finland Tour de Corse - Rallye de France | Miikka Anttila | Volkswagen Polo R WRC |
| 2016   | Rally Guanajuato México                                                             | Miikka Anttila | Volkswagen Polo R WRC |
| 2017   | Rally Sweden                                                                        | Miikka Anttila | Toyota Yaris WRC      |
| 2018   | Rally Australia                                                                     | Miikka Anttila | Toyota Yaris WRC      |